# Bolbeno
Bolbeno és un antic municipi italià, dins de la província de Trento. L'any 2007 tenia 352 habitants. Limitava amb els municipis de Bleggio Superiore, Bondo, Breguzzo, Preore, Tione di Trento i Zuclo.
L'1 de gener 2016 es va fusionar amb el municipi de Zuclo creant així el nou municipi de Borgo Lares, del qual actualment és una frazione.